# Saint Leon
Saint Leon – miasto w Stanach Zjednoczonych, w stanie Indiana, w hrabstwie Dearborn.